# Hotel InterContinental Praga
Hotel InterContinental Prague – pięciogwiazdkowy luksusowy hotel w Pradze, w Czechach. Hotel znajduje się nad brzegiem Wełtawy w pobliżu Starego Miasta. Należy do sieci InterContinental Hotels Group. Hotel posiada 9 pięter i 372 pokoi. Budynek został wybudowany w latach 1968–1974. W latach 1992–1995 miał miejsce remont elewacji, a w 2002 odnowiono wnętrze.